# Kalentambo
Kalentambo is een bestuurslaag in het regentschap Subang van de provincie West-Java, Indonesië. Kalentambo telt 5168 inwoners (volkstelling 2010).